# 隼鷹 (空母)
隼鷹（じゅんよう）は、大日本帝国海軍の航空母艦。
艦名は猛禽類のハヤブサとタカに由来する。
隼鷹型航空母艦の1番艦。
飛鷹の建造番号（仮称艦名）は1001号艦、隼鷹の建造番号（仮称艦名）は1002号艦である。一部の資料（文献）では、隼鷹を飛鷹型航空母艦の2番艦とする。

## 概要
軍艦隼鷹（じゅんよう）は、日本海軍の航空母艦。
有事の空母改造を前提に、1939年（昭和14年）3月から三菱長崎造船所で建造中だった日本郵船の橿原丸級貨客船1番船橿原丸（かしはらまる）を、航空母艦（空母）へ改装した艦船である。
1942年（昭和17年）5月3日に特設航空母艦として竣工。第四航空戦隊（龍驤、隼鷹）としてAL作戦（アリューシャン攻略作戦）に従事した。
同時期に行われたミッドウェー海戦で日本海軍は大敗。AL作戦終了時点で残った中型以上の高速正規空母は翔鶴型航空母艦2隻（翔鶴、瑞鶴）のみであった。隼鷹と姉妹艦飛鷹の速力は正規空母の30kt以上に比較して遅く、鋼板も薄く防御能力でも見劣りしたが、中型の正規空母蒼龍なみの航空機搭載量を持つ貴重な戦力であり、日本海軍航空戦力の一翼を担った。
軍艦籍に編入された隼鷹は、姉妹艦の飛鷹と共に第二航空戦隊を編成。しばらく内海西部で訓練を実施した。
10月以降、隼鷹は南太平洋に進出して10月26日の南太平洋海戦に参加した。11月中旬の第三次ソロモン海戦では、損傷した戦艦比叡の上空援護をおこなった。ウェワク輸送作戦従事後、1943年（昭和18年）2月に内地へ帰投。その後、内地とトラック泊地を往復した。同年後半は、シンガポールやトラック泊地への輸送任務に従事する。11月5日、隼鷹は日本本土近海で米軍潜水艦ハリバットの魚雷攻撃により損傷。重巡洋艦利根に曳航され、呉に帰投した。
修理後の1944年（昭和19年）6月、第二航空戦隊（隼鷹、飛鷹、龍鳳）はマリアナ沖海戦に参加。同海戦で飛鷹は撃沈され、隼鷹も損傷した。修理と共に対空火器を増設。10月下旬よりフィリピン方面輸送作戦に従事、レイテ沖海戦には参加していない。12月9日、長崎沖合でアメリカ潜水艦の雷撃を受けて損傷し佐世保に帰投した。
その後、佐世保港に係留されたまま終戦を迎える。機関部の損傷により復員船として運用されることなく、また客船に戻されることもなく解体された。

## 特徴
第1002号艦（隼鷹）は、日本の空母として初めて島型艦橋と上方煙突が一体化した大型艦橋を有していた。これは建造中の大鳳型航空母艦の実験を兼ねており、煙突は外側へ26度傾斜している。また商船としてある程度建造が進んでいた隼鷹は、姉妹艦の飛鷹にくらべて木製部分が多く、戦争後半の出火対策で苦労する事になった。
隼鷹の爆撃嚮導機、艦攻操縦員として南太平洋海戦を戦った大多和達也によれば、同海戦で敵6機の急降下爆撃を受けたが至近弾は無く艦首前方に外れる爆弾が多かったという。このことについて大多和は ｢隼鷹の煙突は艦橋よりさらに高いところに突き出ていた。だから実際よりふたまわりも大きく見えたものである。従って19ノットの巡航で走っていても25ノットに見え、26ノットの全速が30数ノットにも見えたのであろう｣と語っている。
また蒼龍でも爆撃嚮導機を務めていた同氏は｢巡航速力は蒼龍の12ノットに対し、19ノットというスピードであるが、蒼龍の最高速力38ノットに対し、26ノットしか出ない。また、60機以上の収容力を持っていた蒼龍に比べて40機が精々であった。ただし航続距離が大きく、アメリカ海軍の空母にもヒケをとらないような大きな艦橋が特徴であった｣とも書いており、実際に識別を誤ったSB2Cヘルダイバーが着艦を試みて対空砲に撃墜されたのを目撃したという。

### 装備の変容
竣工の1942年5月に対しレーダー（二式二号電波探信儀一型）を艦橋上に装備したのは同年7月であり、日本海軍の空母として初のレーダー搭載艦となった。
対空火器は、1943年に飛行甲板前部の両側に25mm3連装機銃を2基ずつ、計4基を増備、計12基になっていたと推定される。この時の機銃座はまだ円形であり、同時に射撃指揮装置2基も追加された。また同時期に飛行甲板後方左舷の4番探照燈を撤去し、代わりに隠顕式の21号電探1基を追加した。
マリアナ沖海戦直前の1944年5月には、25mm機銃3連装16基、同単装(移動式)12挺を装備した。追加の3連装機銃4基は艦尾に機銃座を設けて2基、艦橋構造物の前後に1基ずつが確認される。単装機銃は飛行甲板上に移動式を装備した。当時の写真では飛行甲板前端に2挺、後端に3挺の装備が確認される。また艦橋構造物上にも装備したらしい。13号電探はまだ装備しておらず、逆探は既に装備していた。竣工時の公式図によると高角砲指揮装置は4.5m高角測距儀であった が、この時点で九四式高射装置に交換されている。
マリアナ沖海戦では隼鷹も損傷し、復旧工事を行った。この時に煙突のサポート形状が変化し、艦橋構造物は後方に延長され、信号マストはその上に設置された。対空兵装の増備も実施され、「あ号作戦後の兵装増備の状況調査」によると1944年7月の時点で25mm3連装機銃19基、同連装2基、同単装27挺、他に単装機銃座4基とされる。増備した3連装機銃は、艦橋構造物上の前後に1基ずつ、艦首に1基の計3基がその後の写真でも確認される。連装機銃2基に関しては、同調査の図では右舷は艦橋側面にあった探照燈座を拡大して1基を設置した。左舷は発動機試運転場の甲板を拡大して1基となっている が、戦後を含めてその付近の鮮明な写真が無く、位置が明らかでないとされる。同時に信号マスト上に13号電探1基を追加した。
1944年12月に隼鷹は雷撃により損傷したが、その時の写真から飛行甲板前方の両舷、前部高角砲の前方に28連装噴進砲が3基ずつ、計6基装備されているのが確認される。右舷最後方の25mm3連装機銃2基を撤去、機銃座を後方へ延長して噴進砲4基を設置、左舷は起倒式クレーンの側方、発動機試運転場の上に砲座を設けて4基の噴進砲を装備した。この時に舷側は対潜迷彩の塗装を行っていた。

## 歴史

### 建造
大型高速客船を有事に際し、空母に改造する発想はイギリスからもたらされた。1923年（大正12年）末、第一次大戦後の欧州視察のためイギリスを訪問した平賀譲造船少将に対し、イギリス海軍造船局長サー・ユースタス・テニスン・ダインコートは大型商船を空母化する利点について熱心に説いた。当時のイギリスが保有する150隻以上の1万トン以上大型客船は、有事に際し兵員輸送船や特設巡洋艦に転用できるため、列強（特にアメリカ）から重大な脅威とみなされていた。サー・ユースタス・ダインコートの提案は日本海軍の構想と一致した。アメリカを仮想敵とした場合に求められたのは、兵員輸送力ではなく、洋上決戦を挑むための航空戦力とそれを運用する航空母艦だったからである。
こうして帝国海軍は有事空母化を前提とした商船や客船の建造を模索、1929-1930年に日本郵船の秩父丸(鎌倉丸)、浅間丸、龍田丸が完成した。続いて大阪商船のあるぜんちな丸級貨客船2隻（あるぜんちな丸〈海鷹〉、ぶらじる丸）が三菱重工業長崎造船所で1938年-1939年にそれぞれ進水、竣工する。さらに1940年東京オリンピックにそなえるべく日本郵船の新田丸級貨客船3隻（新田丸〈冲鷹〉、八幡丸〈雲鷹〉、春日丸〈大鷹〉）が計画され、いずれも三菱重工業長崎造船所で建造された。太平洋戦争と共に各船は日本海軍に徴用され、大鷹型航空母艦として再就役している。
1939年（昭和14年）3月20日、橿原丸は三菱重工業長崎造船所において起工。完成した場合には、2万7700トン、最大発揮速力25.5ノット（航海速力24ノット）、旅客定員890名という、太平洋航路最大級の客船となるはずだった。だが機関部や客室部分など、設計段階から空母に改造することを前提とした構造となっていた。また当時の長崎造船所は、橿原丸の隣の船台で大和型戦艦2番艦武蔵を建造中である（1938年3月29日起工）。
1940年（昭和15年）1月6日、新田丸級貨客船3番船春日丸が橿原丸の隣で起工（同年9月15日進水）。11月1日、武蔵は橿原丸より一足先に進水した。だが、武蔵進水後の造船台は依然として簾で隠されたままで、長崎の住民は「武蔵はもう1隻いる」と噂していた。造船所の火災で橿原丸の姿が簾越しに浮かびあがると、住民達は同船を第二の武蔵と錯覚した。橿原丸は昭和17年1月の竣工を予定していた。
1941年（昭和16年）1月21日、日本海軍は橿原丸を買収する。
福井静夫（海軍技術将校、艦艇研究家）によれば2月10日買収。
日本海軍は橿原丸の空母改造に着手した。仮称艦名、第一〇〇二番艦。
6月24日、川崎重工業神戸造船所で出雲丸/1001番艦（飛鷹）が進水。
6月26日、三菱長崎造船所で橿原丸/1002号艦（隼鷹）が進水した。
10月1日、日本海軍は石井藝江大佐を隼鷹艤装員長に任命する。10月6日、長崎海軍監督官事務所の隼鷹艤装員事務所は、事務を開始する。
12月8日、日本とアメリカは太平洋戦争に突入する。
1942年（昭和17年）3月下旬、豊田副武呉鎮守府司令長官は第1002号艦（隼鷹）の諸公試実施を命じる。
4月6日、隼鷹艤装員事務所を艦内に移転する。同日より駆逐艦呉竹（第13駆逐隊）に護衛され、佐世保から呉に回航されることになった。第1002号艦（隼鷹）は九州沿岸を航海、諸試験を実施した。
4月下旬、長崎から呉に移動する。

### AL作戦
1942年（昭和17年）5月3日、第1002号艦（隼鷹）は竣工。隼鷹艤装員事務所を撤去する。
特設航空母艦隼鷹として呉鎮守府所管。この時点では特設航空母艦（特設艦船）であるため、まだ艦首の菊御紋章がついていなかった。主要初代幹部は、石井藝江大佐（隼鷹艦長）、副長羽田次郎中佐、飛行長崎長嘉郎少佐、航海長鈴木荘少佐、砲術長吉野富大尉、通信長佐伯洋大尉、機関長村田利男中佐。
隼鷹は竣工と同日附で第四航空戦隊（司令官角田覚治少将）に編入された。
四航戦は軽空母2隻（龍驤、祥鳳）で編成されていたが、祥鳳は5月7日の珊瑚海海戦で沈没していた。隼鷹は内海西部で訓練に従事したが、艦・飛行機隊とも訓練期間が極めて短かった。
5月19日、隼鷹は広島湾那沙美水道の最狭部で軍艦大和（連合艦隊旗艦）と反航してすれ違い、宇垣纏連合艦隊参謀長（大和座乗）は「無謀とや云はん。禮儀を知らずとや云はん。」と隼鷹艦長（石井大佐）に怒っている。同日、隼鷹は基地航空隊用の零式艦上戦闘機12機を搭載した。
5月20日附で、四航戦（龍驤、隼鷹）、第四戦隊第2小隊（摩耶、高雄）、第一水雷戦隊（旗艦〈阿武隈〉、第6駆逐隊〈響、暁、雷、電〉、第21駆逐隊〈若葉、初霜、子日、初春〉、第7駆逐隊〈潮、曙、漣〉）は北方部隊に編入された。隼鷹は第二機動部隊に所属し、四航戦（龍驤、隼鷹）、重巡洋艦2隻（摩耶、高雄）、駆逐艦3隻（潮、曙、漣）、補給船「帝洋丸」と共にアリューシャン方面作戦に参加する。
5月22日、各隊（四戦隊、21駆）・（四航戦、6駆）は瀬戸内海を出撃後、下関海峡を通過し、訓練を実施しながら日本海を北上する。
5月25日、大湊到着。翌日、第二機動部隊（四航戦、第四戦隊、第7駆逐隊、帝洋丸）は大湊から川内湾へ移動。ダッチハーバー（ウナラスカ島）に向かった。
6月3日2300よりダッチハーバーや同方面所在の小型艦艇に対し空襲を行う（第一次攻撃隊〔龍驤艦攻14・艦戦3、隼鷹艦爆15・艦戦13〕、第二次攻撃隊〔艦攻14、艦爆15、艦戦12、水上偵察機4〕）。だが天候不良に加え小数兵力のため大きな戦果をあげることが出来なかった（水偵1喪失、水偵1を回収後放棄）。
6月5日、ミッドウェー海戦で南雲機動部隊からは主力空母4隻（赤城、加賀、蒼龍、飛龍）が沈没した。並行して実施されていたミッドウェー海戦の敗北報告を受けた角田司令官は、ダッチハーバーへの第三次攻撃（艦攻9、艦爆11、艦戦11）を実施してからミッドウェー方面に向かう事を決定。天候悪化により隼鷹艦爆1機が行方不明となった。龍驤所属の零戦が不時着し、アメリカ軍に鹵獲されたのも、この作戦中の出来事だった（アクタン・ゼロ）。同方面行動中、隼鷹は雲間より出現したPBYカタリナ飛行艇に雷撃されるが、投下位置が隼鷹に近すぎたため魚雷は飛行甲板を越えて反対舷に落下、その後PBYは高雄に撃墜されたという。また索敵行動中、軽空母の龍驤（四航戦旗艦）の航空燃料が不足したため、龍驤艦載機を隼鷹に着艦させて補給することになったという。
6月14日、攻略部隊に所属していた空母瑞鳳、第三戦隊第1小隊（比叡、金剛）等が北方部隊に合流した。隼鷹は駆逐艦から蒼龍の搭乗員を受け入れたという。また本土からも空母瑞鶴が出撃し、6月23日に大湊で四航戦と合流した。17日附で北方部隊指揮官（第五艦隊司令長官）が発令した第二軍隊区分の主要兵力は、主隊（那智）、支援部隊（第一支援隊〈比叡、利根、筑摩〉、第二支援隊〈妙高、羽黒、木曾、多摩、阿武隈、駆逐隊1〉）、第二機動部隊（第一空襲部隊〈龍驤、隼鷹、高雄〉、第二空襲部隊〈瑞鶴、瑞鳳、摩耶〉）というものだった。
作戦行動中、隼鷹は機関故障を起こす。
6月24日、隼鷹は大湊に到着。29日、駆逐艦暁（第6駆逐隊）に護衛されて大湊を出発、下関海峡を通過し、7月3日に呉へ帰投した。同日、「隼鷹」は機動部隊に復帰した。
後日、山本五十六連合艦隊司令長官は、第二機動部隊に感状を与えた。

### ラバウル方面

#### 1942年
1942年（昭和17年）7月14日、隼鷹は軍艦籍に加入し軍艦（ぐんかん）隼鷹（じゅんよう）と命名された。
本籍は呉鎮守府。同日附で第二航空戦隊（司令官角田覚治少将）に編入される。
7月20日、隼鷹艦長は石井藝江大佐から岡田為次大佐に交代した。
7月31日、同型艦の飛鷹（出雲丸）が竣工する。軍艦籍に加入した。
空母3隻（隼鷹、飛鷹、龍驤）は再編成された第二航空戦隊に所属し、第三艦隊の構成艦として出撃準備を行う。
当時の二航戦搭載機数（常用機・補用機合計）は、隼鷹と飛鷹は1隻あたり艦戦21（改訂前16）、艦爆18（前24）、艦攻9（前0）。龍驤は艦戦24（改訂前16）、艦攻9（前20）である。
8月7日、アメリカ軍のガダルカナル島とフロリダ諸島への上陸を契機にガダルカナル島の戦いが始まった。
8月12日、二航戦旗艦は飛鷹に移った。この時、第一航空戦隊の空母瑞鳳は練度不足と判断された。そのため、瑞鳳の代艦として龍驤が第一航空戦隊（翔鶴、瑞鶴）に編入され、ソロモン諸島へ進出した。龍驤は8月24日の第二次ソロモン海戦で撃沈された。
10月4日、第二航空戦隊（飛鷹、隼鷹） と駆逐艦2隻（第6駆逐隊〈電〉、第19駆逐隊〈磯波〉）は内地を出発。9日、トラック泊地へ進出した。10月11日、二航戦はトラック泊地を出撃。
ガダルカナル島アメリカ軍ヘンダーソン飛行場への日本陸軍総攻撃（10月24-25日予定）に呼応すべく、日本海軍は空母機動部隊、水雷戦隊（軽巡由良、駆逐艦秋月、村雨、春雨、夕立、五月雨、暁、雷、白露等）を派遣する。ところが10月20日、飛鷹（二航戦旗艦）の機関室で火災が発生。飛鷹は戦闘航海不能となりトラックへ撤退した。角田少将および二航戦関係者は隼鷹に移動。隼鷹は二航戦旗艦となり、飛鷹艦載機の一部を臨時編入した。
10月26日、隼鷹は第一航空戦隊（翔鶴、瑞鶴、瑞鳳）と共に米艦隊（第11任務部隊・第16任務部隊・第64任務部隊）と交戦する。空母ホーネット撃沈とエンタープライズ撃退に貢献したが、多くの航空機と熟練搭乗員を失った。第一航空戦隊（翔鶴、瑞鶴、瑞鳳）は損傷の修理と航空隊補充のため随時内地へ回航され、トラック泊地に残る作戦行動可能な空母は隼鷹1隻となった。10月29日、対潜哨戒中の隼鷹搭載機はアメリカ潜水艦プランジャーを発見し爆撃した。
11月9日、隼鷹（二航戦）はトラック泊地を出撃した。
11月12日以降の第三次ソロモン海戦では、第一夜戦で行動不能となった挺身艦隊旗艦比叡と護衛駆逐艦（第16駆逐隊〈雪風〉、第61駆逐隊〈照月〉、第27駆逐隊〈時雨、白露、夕暮〉）を掩護する必要が生じ、隼鷹は零式艦上戦闘機を派遣する。だが数機単位でしかなく、ヘンダーソン基地から次々に飛来するF4Fワイルドキャット戦闘機と交戦して身を守るのがやっとだった。B-17爆撃機やTBFアベンジャー雷撃機の波状攻撃を受けた比叡はアイアンボトム・サウンドに沈んだ。ヘンダーソン基地に対する艦砲射撃は中止、ガダルカナル島へ向かう増援部隊輸送船団も大損害を受け、日本海軍はガダルカナル島を巡る決定的な戦闘に敗北した。11月18日、隼鷹はトラック泊地に帰投。

#### 1943年
1943年（昭和18年）1月、ウェワクへの陸軍部隊の輸送（丙一号輸送）の際に、隼鷹の搭載機は対潜・対空警戒に従事することになった。
1月15日、隼鷹は駆逐艦2隻（朝雲、五月雨）とともにトラックを出港した。17日にウェワクに零戦23機、艦攻6機を進出させて反転、19日にトラックに戻った。この輸送作戦中に、ウエワクへ隼鷹基地要員と陸兵を輸送していた春雨がアメリカの潜水艦ワフーに雷撃されて大破、後述の船体断裂により復帰に1年弱を要する損害を受けている。隼鷹の飛行機隊はウェワクでの活動中B-24を6機撃墜、3機撃破を報じ、25日にカビエン経由で零戦14機、艦攻6機がトラックに戻った。
1月下旬、日本海軍はガダルカナル島からの撤退作戦（ケ号作戦）を実施した。これを支援すべく、第二艦隊司令長官近藤信竹中将が座乗する旗艦愛宕以下重巡4隻（第四戦隊〈愛宕、高雄〉、第五戦隊〈羽黒、妙高〉）、戦艦2隻（金剛、榛名）、軽巡洋艦3隻（長良、神通、阿賀野）、空母2隻（隼鷹、瑞鳳）、駆逐艦複数隻（第9駆逐隊〈朝雲〉、第2駆逐隊〈五月雨〉、第27駆逐隊〈時雨〉、第15駆逐隊〈陽炎〉、第31駆逐隊〈大波〉、第19駆逐隊〈敷波〉）は1月31日にトラック泊地を出撃した。2月3日、駆逐艦2隻（朝雲、五月雨）はケ号作戦実施部隊にまわされショートランド泊地へ向かう。支援艦隊はアメリカ軍機動部隊出現に備えて待機したが交戦の機会はなく、各艦・各隊とも2月9日前後にトラックへ帰投した。
2月12日、岡田為次大佐（隼鷹艦長）は横須賀鎮守府附となり離任（岡田大佐は2月16日より空母翔鶴艦長）。後任の隼鷹艦長は、長井満大佐（前職、特務艦摂津特務艦長）。
2月15日、第三戦隊（金剛、榛名）、空母2隻（隼鷹、冲鷹）、水上機母艦日進、重巡2隻（鳥海、利根）、駆逐艦部隊（第27駆逐隊〈時雨〉、第31駆逐隊〈大波〉、第15駆逐隊〈黒潮、陽炎〉、第4駆逐隊〈嵐〉）はトラック泊地を出港するが、悪天候のため航空隊を収容できず、3隻（隼鷹、陽炎、黒潮）のみトラックへ引き返した。2月16日、改めて15駆2隻（陽炎、黒潮）と共に内地へ向かった。豊後水道を通過し、2月22日に呉軍港へ到着。
3月22日、二航戦（隼鷹、飛鷹）、第八戦隊（利根、筑摩）、駆逐艦部隊（第61駆逐隊〈涼月、初月〉、第27駆逐隊〈夕暮〉、第15駆逐隊〈陽炎〉）は大分県佐伯市を出港した。27-28日、トラック泊地に到着。
1943年（昭和18年）3月から4月にかけて、二航戦は隼鷹と別れて航空隊のみ地上基地からい号作戦に参加する。4月18日、い号作戦作戦後の視察に来ていた山本五十六連合艦隊司令長官が海軍甲事件で戦死した。連合艦隊旗艦武蔵は山本長官の遺骨を乗せて日本に帰投することになり、飛鷹は武蔵以下各艦と共に内地に帰投した。
トラック泊地に残った隼鷹では、航空隊と基地要員をルオット島へ派遣することになった。6月16日、軽巡神通（第二水雷戦隊旗艦）と駆逐艦江風（第24駆逐隊）は基地用要員300名以上、航空魚雷、軍需物資糧食をルオット島へ輸送した。
またマーシャル諸島へ派遣していた二航戦（隼鷹、龍鳳）航空隊をラバウルへ転用する事になり、第四水雷戦隊2隻（長良、時雨）がその任務に投入された。
7月19日、隼鷹はトラック泊地を出発（駆逐艦谷風護衛）。7月25日、呉に到着して翌日より呉海軍工廠に入渠した。隼鷹は駆逐艦谷風を護衛として、シンガポールやトラック泊地への輸送任務に従事した。
8月15日、2隻（空母〈隼鷹〉、駆逐艦〈谷風〉）は佐伯を出撃（第三三一海軍航空隊の輸送任務）。8月28日、シンガポールに入港。9月4日、同地を出発。9月10日、2隻（隼鷹、谷風）は内海西部に戻った。
9月11日、連合艦隊の下令により丁一号輸送部隊（指揮官隼鷹艦長：隼鷹、木曾、多摩、大波、谷風、粟田丸）が編制され、海上機動旅団(甲支隊)を輸送する事になった。
第一回次は9月15日宇品より軽巡2隻（木曾、多摩）、第二回次は9月18日宇品より輸送船粟田丸と駆逐艦大波、第三回次は空母隼鷹と駆逐艦谷風が担当する。
9月19日、2隻（隼鷹、谷風）は豊後水道を通過。
9月24日、トラック泊地に到着した。隼鷹が輸送した部隊はトラックにて各艦（木曾、多摩、谷風）に移乗し、カロリン諸島・ポナペにて揚陸した。第一次進出部隊の輸送完了により、丁一号輸送部隊は27日附で解散した。
9月29日、艦隊（空母〈隼鷹〉、軽巡〈木曾、多摩〉、駆逐艦〈玉波〉）はトラックを出発。
10月3日、艦隊（隼鷹、木曾、多摩、玉波）は豊後水道に到着。
10月5日、呉に到着した。
10月14日、艦隊（空母〈隼鷹、雲鷹〉、駆逐艦〈玉波、曙〉）は佐伯を出撃。
10月19日、トラック泊地に到着する。
10月20日、第11水雷戦隊司令官木村進少将 が指揮する丁三号輸送部隊（旗艦〈山城〉、航空戦艦〈伊勢〉、軽巡〈龍田〉、第32駆逐隊〈早波、涼波、藤波〉）は、甲支隊第二次進出部隊を輸送してトラック泊地へ到着する。
この部隊は陸軍兵士2000名以上や各種軍需品を輸送してきた他、戦艦2隻（山城、伊勢）には、トラック泊地所在の戦艦3隻（武蔵、長門、扶桑）用の46cm砲弾、40cm砲弾、36cm砲弾を積載していた。
10月28日、古賀峯一連合艦隊司令長官は隼鷹と駆逐艦複数隻（第24駆逐隊〈海風、涼風〉、第17駆逐隊〈谷風〉）及び空母雲鷹と駆逐艦曙（第7駆逐隊）に対し、第11水雷戦隊と合流しての日本本土帰還を命じる。さらに同部隊に重巡利根（第八戦隊）が合流した。利根は10月16日にタービンの損傷が判明し、内地で本格的に修理する予定であった。
10月31日、第十一水雷戦隊（伊勢〔旗艦〕、山城、隼鷹、雲鷹、利根、龍田、海風、涼風、谷風、曙）はトラック泊地を出発。
11月5日午前5時、暗号解読により豊後水道近海で日本艦隊を待ち伏せていたアメリカ潜水艦ハリバットが第11水雷戦隊を襲撃、長門型戦艦と翔鶴型航空母艦とおぼしき目標に対して魚雷攻撃を敢行した。
5時35分-37分、魚雷1本が隼鷹の艦尾に命中。右舷機械室の浸水と舵故障により、隼鷹は直進不能となった。
戦死2名、行方不明2名、重傷者2名、軽傷者14名を報告したが、海に落ちた行方不明2名は谷風に救助された。
午前10時頃より隼鷹は利根に曳航され、約5-6ノットで被雷海域を離脱。呉防備戦隊所属の小型艦も、隼鷹の護衛に従事した。
11月6日、母港・呉へ帰投した。
12月3日、練習巡洋艦鹿島艦長梶原季義大佐が第二水雷戦隊附となり鹿島艦長の職務を解かれたため（12月15日より軽巡能代艦長）、長井満大佐（隼鷹艦長）は2隻（隼鷹、鹿島）の艦長職を兼務する。
12月9日、鹿島艦長に山澄忠三郎大佐が任命され、長井（隼鷹艦長）は兼務を解かれた。
12月25日、長井満大佐（隼鷹艦長）は佐伯海軍航空隊司令へ転任。それにともない、給糧艦間宮特務艦長大藤正直大佐が、間宮特務艦長と隼鷹艦長を兼務する。
損傷部分の修理と並行し、花園雄次（海兵51期、隼鷹副長）、桜庭久右衛門（隼鷹内務長）の指導により、艦内の各所に使用されていた木材や可燃物を撤去する。隼鷹は飛鷹に比べて商船時代の名残り（木材部分）や構造上の弱点が多く、改修には苦労した。

### マリアナ沖海戦
1944年（昭和19年）2月21日、渋谷清見大佐は隼鷹艦長に任命される。隼鷹は戦線に復帰。大藤大佐は間宮特務艦長と隼鷹艦長の兼務を解かれた。渋谷は本艦の速力について、書類上の最大発揮速力25.5ノットとは裏腹に、実際には24ノット程度だったと回想している。
3月上旬、隼鷹は第二航空戦隊旗艦となる。
5月11日、戦艦武蔵と空母6隻（第二航空戦隊〈隼鷹、飛鷹、龍鳳〉、第三航空戦隊〈千歳、千代田、瑞鳳〉）は、駆逐艦（秋霜、早霜、時雨、玉波、満潮、野分、山雲）に護衛されて佐伯を出撃し、タウイタウイに向かった。
5月16日、武蔵および第二航空戦隊・第三航空戦隊はタウイタウイへ到着。小沢機動部隊の全空母（一航戦〈大鳳、翔鶴、瑞鶴〉、二航戦〈隼鷹、飛鷹、龍鳳〉、三航戦〈千代田、千歳、瑞鳳〉）がそろった。
隼鷹は小沢機動部隊（第一機動艦隊）・乙部隊（指揮官城島高次少将：第二航空戦隊〈隼鷹、飛鷹、龍鳳：第六五二海軍航空隊〉、戦艦長門、重巡洋艦最上、第4駆逐隊〈満潮、野分、山雲〉、第27駆逐隊〈時雨、五月雨〉、夕雲型〈秋霜、早霜〉、第17駆逐隊〈浜風〉）として参加した。隼鷹は第二航空戦隊旗艦（司令官城島少将）に指定されていたが、これは隼鷹の訓練整備不充分のため、司令官が直接指揮するという意図があった。隼鷹の搭載機は、零式艦上戦闘機27（爆戦9機を含む）、彗星艦上爆撃機9、九九式艦上爆撃機9、天山艦上攻撃機6。
6月19日、小沢機動部隊本隊の空母大鳳はアメリカ潜水艦アルバコアに雷撃され、漏れだした燃料に引火して爆発、沈没した。空母翔鶴もアメリカ潜水艦カヴァラの雷撃により沈没。2隻の炎上と大鳳の沈没は第二航空戦隊からも見ることが出来たという。
翌6月20日夕刻、小沢機動部隊は甲部隊、乙部隊、前衛部隊、補給部隊が同一海面に集結したところをアメリカ軍機動部隊艦載機約200に襲撃された。隼鷹の煙突に命中した爆弾は艦橋と一体化した煙突を吹き飛ばし、戦死者多数（二航戦司令部2名、六五二空7名、隼鷹乗組員約50名以上）を出した。
また至近弾6発により飛行甲板が損傷。着艦制動装置も故障して、上空退避させた航空隊を収容することが出来なくなる。至近弾による被害は他にも生じた。特に艦尾・舵取機室左舷の空き部屋に石油缶を積み込んでいたため、これに引火して消火に手間取った。本来陸揚げすべき帳簿外の燃料を、飛行科が秘密裡に艦内に持ち込んでいたことが6時間にわたる火災の原因となったという。また同日の空襲では被弾直後にアメリカ軍雷撃機隊に襲撃されたが、その編隊は長門の主砲対空射撃により撃退され、隼鷹は難を逃れた。
この戦闘で姉妹艦の飛鷹は爆弾1発、魚雷1本が命中して炎上、飛鷹は長門による曳航も失敗して沈没した。乗組員は満潮〈飛鷹艦長・副長収容〉、浜風等に救助された。飛鷹の生存者達は、隼鷹を襲撃したTBFアベンジャー艦攻6機を長門が主砲で撃退した際（4機撃墜）、残存した2機が飛鷹に目標を変更、1機が同艦に魚雷を命中させたと分析している。
6月22日、小沢機動部隊は沖縄の中城湾に撤退、ここで隼鷹は浜風・満潮等が救助した飛鷹生存者を受け入れる。重傷者は病院船高砂丸に移している。
一連の戦闘で、第652海軍航空隊の残存戦力（隼鷹、龍鳳合計）は九九式艦上爆撃機：8機(21喪失)・彗星艦上爆撃機：5機(6喪失)・天山艦上攻撃機：3機(12喪失)・爆装零戦：5機(22喪失)・零式艦上戦闘機：12機(41喪失)になっていたという。6月24日、桂島泊地に到着。

### マリアナ沖海戦以後

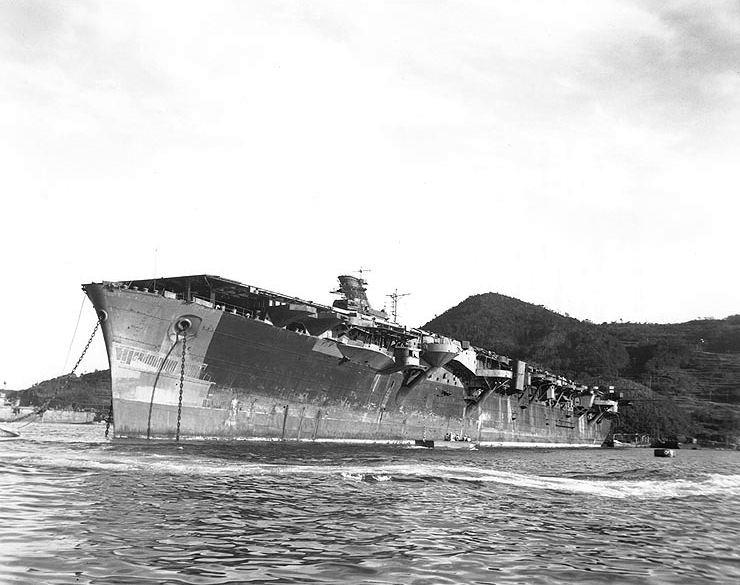
佐世保での隼鷹（1945年9月）

1944年（昭和19年）7月10日、第二航空戦隊は解隊された。同日附の編制替えにより隼鷹は第四航空戦隊（司令官松田千秋少将：伊勢型航空戦艦伊勢、日向、隼鷹、龍鳳〈後日編入〉：第六三四海軍航空隊）に所属する。煙突や飛行甲板など損傷箇所を修理、12cm28連装噴進砲と対空機銃を増設装備した。並行して艦内の徹底的な不燃化を実施し、食卓・椅子・チェスト・ロッカーなども廃止した。だが、隼鷹が搭載すべき所属航空隊は各方面に転用されてしまった。
同年10月中旬以降の捷号作戦では、隼鷹は航続距離の短い駆逐艦に対する燃料補給船（タンカー）として屋代島（周防大島）近くの八島錨地に回航されたという。日本海軍機動部隊最後の作戦行動となったレイテ沖海戦に参加した四航戦の艦艇は、航空戦艦2隻（伊勢、日向）であった。同海戦で第三航空戦隊（瑞鶴、瑞鳳、千代田、千歳）は全滅、隼鷹の隣で建造された武蔵も沈没した。
以降は搭載する航空戦力がなく、残存各空母は輸送作戦に従事するようになった。空母は格納庫や飛行甲板に大量の物資を積める上に、通常の輸送船と比較して遙かに高速であり、輸送艦としても適任だったのである。隼鷹は大和型戦艦や長門型戦艦用の主砲弾、酸素魚雷、特殊攻撃艇震洋、陸軍兵士約800名（第二挺進聯隊） を満載する。
1944年（昭和19年）10月30日、渋谷清見隼鷹艦長を指揮官として、輸送部隊（空母〈隼鷹〉、軽巡〈木曾〉、第30駆逐隊〈司令澤村成二大佐：夕月、卯月〉）は『緊急輸送作戦』に従事すべく佐世保を出港する。
翌日には秋風（第30駆逐隊）と合同した。
11月1日に台湾・馬公市に立ち寄ったのち、ブルネイに向け移動中の11月3日夜、アメリカ潜水艦ピンタドが隼鷹を雷撃した。その魚雷は駆逐艦秋風に命中し、同艦は22時53分に轟沈した。秋風乗組員総員戦死。ピンタドは爆雷攻撃を受けて退避し、隼鷹は難を逃れた。同海域には、ピンタドの他にアメリカ潜水艦複数（ジャラオ、アトゥル等）が遊弋していたが、これらも隼鷹の捕捉に失敗した。
11月6日、隼鷹輸送部隊はブルネイ到着。第一遊撃部隊（大和、長門、金剛、榛名等）と合流、隼鷹は大和型戦艦用の46cm砲弾（九四式四〇糎砲）を供給した。
8日未明には第一遊撃部隊に引き続いてブルネイを出港。第一遊撃部隊と分離後、輸送艦隊（隼鷹、利根、木曽、卯月、夕月）は10日夕刻にフィリピンのマニラに到着した。挺進第三聯隊（長　白井恒春少佐）はマニラで下艦した。
木曾は同日附で第五艦隊・第一水雷戦隊に編入されマニラで待機することになり、隼鷹隊と分離した。直後の11月13日、木曾はアメリカ軍機の空襲を受けマニラ湾で沈没した（大破着底状態）。
一方、隼鷹隊は12日にマニラを出発、西村艦隊唯一の残存艦時雨が隼鷹に合同していた。15日、アメリカの潜水艦バーブから雷撃されたが、5隻とも無事であった。16日、日本近海で隼鷹と利根は護衛艦と分離。各艦母港へ帰投した。11月15日附の編成替えで第一機動艦隊・第三艦隊は解隊され、隼鷹は連合艦隊直属、第一航空戦隊所属となる。
11月下旬、隼鷹は再度マニラへ『緊急物資』輸送任務を行うことになった。秋月型駆逐艦2隻の第41駆逐隊（冬月、涼月）、松型駆逐艦槇を護衛として内地を出発した。27-28日にかけて馬公市在泊。
11月30日にマニラ到着後、物資揚陸を行い12月1日に出港。武蔵の生存者200名ほどが日本に戻るため隼鷹に便乗した。続いて台湾の馬公市に移動、12月3日に到着。戦艦榛名（艦長重永主計少将）、駆逐艦2隻（霞、初霜）と合流する。榛名はシンガポールで座礁し、18ノット以上を出すと危険な状態にあった。霞・初霜は榛名と分離して第二水雷戦隊本来の任務へと戻っていった。
12月6日、台湾を出港した艦隊（榛名、隼鷹、冬月、涼月、槇）は日本への帰投を急ぐが、もはや本土近海も安全な海域ではなかった。
12月9日午前1時30分頃、長崎県野母崎沖の女島付近で隼鷹隊はアメリカ潜水艦シーデビル、レッドフィッシュ、プライスに同時襲撃された。シーデビルかレッドフィッシュのどちらかが発射した魚雷2本が隼鷹の艦首と右舷中央部に命中した。武蔵の生存者を「また沈没するのか」と慌てさせた。隼鷹の艦首部底部は10m近く亡失した。右舷中央部に命中した魚雷により右舷機械室は満水となるが、浸水被害を中央隔壁で食い止めたため左舷機関は無事だった。戦死者19名、浸水被害は約5000トン。右舷に18度傾斜した隼鷹は13ノットを発揮、佐世保に向かった。後方の涼月は、隼鷹が転覆するのではないかと懸念していたという。
なお、石塚(槇艦長)によれば槇は、隼鷹に向かう魚雷に意図的に被雷し隼鷹を守ったとされる。当時槇を操艦していた後藤航海長によれば、先頭槇－榛名－隼鷹の順序で嵐の中を航行していたところ榛名から『槇は隼鷹の後につけ』の命令があり、榛名、隼鷹の右側を反航して南下した。水中聴音機により潜水艦を確認。警戒しながら隼鷹の後方につくべく面舵に転舵したところ左舷前方から魚雷が迫り、被雷面積を最小限におさえるため艦長の許可を得て直進した。艦中央部への命中は避けられたものの、槇は艦首に被雷して艦首部を喪失、微速前進で長崎港へ帰投している。槇は隼鷹の乗組員から大いに感謝されることになった。

### 損傷後
12月20日、渋谷清見大佐（隼鷹艦長）は戦艦長門艦長へ転任。隼鷹は艦長不在となる。
隼鷹の修理は1945年（昭和20年）3月末までかかった。ドックから出渠したものの、船体が修理されたのみで右舷機械室は修理されなかった。そもそも大型艦を作戦に投入する燃料がなかった。
4月20日、日本海軍は隼鷹を含め残存大型艦を第四予備艦に指定した。
5月10日附で、前原富義大佐は隼鷹艦長に任命される。
再度修理した後に出撃させる計画（戦艦大和と同じく、特攻作戦に使われるなどの）があったが、機械室の修理が完了されないまま佐世保港の恵比寿湾に疎開して繋留放置され、終戦まで浮砲台となった。
8月15日、終戦。マストから四方にワイヤーを張り、マットと樹木で艤装した隼鷹は一度も空襲を受けなかったとされる。しかし、機関室が修復されなかったことで片舷航行しかできず、外洋航行は不可能であった為特別輸送艦には指定されず、11月30日に除籍。1946年（昭和21年）6月1日、解体開始。隼鷹の隣では、雲龍型航空母艦の笠置が竣工しないまま解体されている。翌1947年（昭和22年）8月1日、隼鷹の解体終了。商船への復帰はならなかったが、太平洋戦争を生き延びた商船改造艦艇の中で最大級の船舶であった。
隼鷹の鐘はマリアナ沖海戦の爆弾命中によって失われたが、後にアメリカが回収し、1944年にフォーダム大学に寄贈されている。隼鷹の慰霊碑は呉海軍墓地にあり、隣には隼鷹の楯となって全乗組員が戦死した秋風の慰霊碑が建立されている。

## 艦長
艤装員長

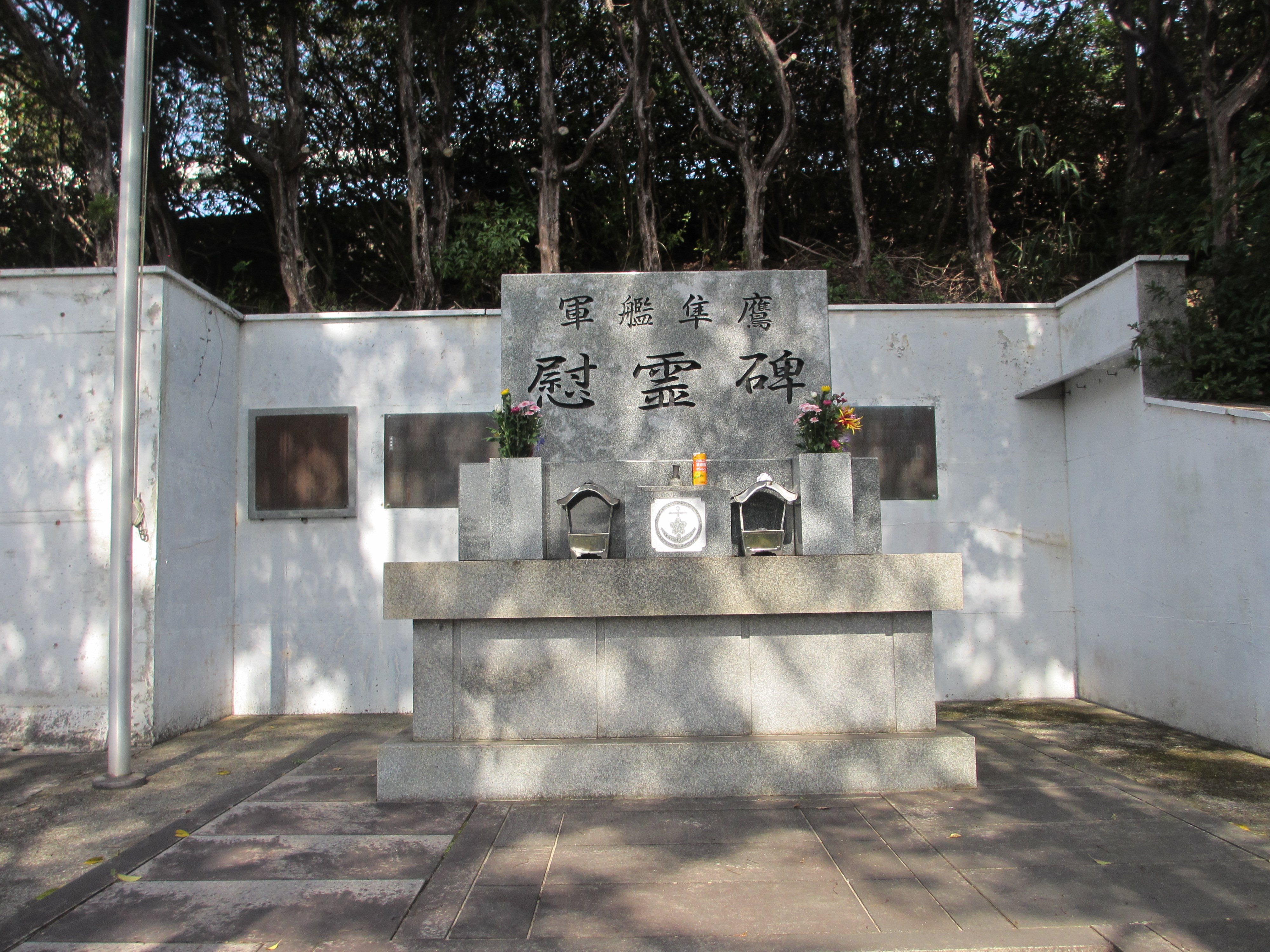
呉市上長迫町旧海軍墓地、山手方向

- 石井芸江 大佐：1941年10月1日[73] - 1942年5月3日[86]

艦長
- 石井芸江 大佐：1942年5月3日[86] - 1942年7月20日[119]
- 岡田為次 大佐：1942年7月20日[119] - 1943年2月12日[147]
- 長井満 大佐：1943年2月12日[147] - 1943年12月25日[204]
- 大藤正直 大佐：1943年12月25日[204] - 1944年2月21日[207]
- 渋谷清見 大佐：1944年2月21日[207] - 1944年12月20日[280]
- 欠：1944年12月20日 -
- 前原富義 大佐：1945年5月10日[283] -

## 同型艦
- 飛鷹

## 年表
- 1939年（昭和14年）3月20日 - 三菱重工業長崎造船所にて起工。
- 1940年（昭和15年）11月 - 空母への改装を決定。
- 1941年（昭和16年）6月26日 - 進水。
- 1942年（昭和17年）
  - 5月3日 - 竣工、特設航空母艦隼鷹と命名。第二機動部隊第四航空戦隊に編入。
  - 5月26日 - MI作戦の支作戦として、空母龍驤とアリューシャン列島に出撃。
  - 6月3日 - ダッチハーバー攻撃で初陣。5日にも同様の攻撃、その後ミッドウェーに展開の第一機動部隊との合流を命じられるが、第一機動部隊壊滅のため翌6日引き返す。
  - 7月14日 - 軍艦籍加入。軍艦隼鷹となる。
  - 10月24日 - 第二航空戦隊の一員として南太平洋海戦に参加。
- 1943年（昭和18年）11月5日 - 沖ノ島近海にてアメリカ潜水艦の魚雷攻撃により損傷。
- 1944年（昭和19年）
  - 6月20日 - マリアナ沖海戦にて煙突付近に直撃弾二発を受け発着艦不能に。
  - 12月9日 - 女島付近にて米潜水艦の魚雷攻撃を受けて損傷、翌年3月末まで修理。
- 1945年（昭和20年）
  - 4月20日 - 第四予備艦となる[282]。
  - 6月20日 - 警備艦となる。
  - 11月30日 - 除籍。
- 1946年（昭和21年）6月1日 - 旧佐世保工廠ドックにて解体開始。
- 1947年（昭和22年）8月1日 - 解体完了。